# Образование в нацистской Германии
Система народного образования в нацистской Германии была в высшей степени политизирована. В её основе лежала идеология Национал-социалистической немецкой рабочей партии (НСДАП). В разработке этой идеологии принимали участие Грегор Штрассер, руководитель работы партии по пропаганде и оргработе, и Альфред Розенберг. Впоследствии он — признанный идеолог нацизма, начальник Внешнеполитического управления НСДАП, уполномоченный фюрера по контролю за общим духовным и мировоззренческим воспитанием НСДАП. Многие идеи Розенберга были использованы Гитлером при написании «Майн кампф», которая в Германии была возведена на роль своеобразного катехизиса нацизма. В соответствии с распоряжением министерства внутренних дел эта книга должна была при регистрации брака вручаться всем супружеским парам.
На одном из первых мест в пропаганде национал-социалистической идеологии было воспитание молодого поколения:
«Кто владеет молодёжью, тот владеет будущим».

## Критерии образования
На основании единственного за время существования нацистской Германии сбора данных от 1 января 1935 года в тогдашних границах Германии насчитывалось 84 000 учителей — членов НСДАП, что составляло 3,4 % от полного числа её членов. Из них 39,3 % были политическими руководителями, что составляло 7,1 % от общего числа идеологических работников. В немецком обществе тогда общее количество учителей составляло 286 000 человек, то есть 0,9 % от всей численности занятого в народном хозяйстве населения. Однако из всех категорий работников именно учителя — члены партии были представлены в наибольшей степени — 29,4 %, когда в среде рабочих члены партии составляли лишь 5,1 %.
В соответствии с указаниями Гитлера утверждалось, что учащийся может достичь успеха в своей дальнейшей практической жизни лишь в том случае, если он будет хорошо идеологически подготовлен к пониманию идеалов Народного государства (другое самоназвание Германии в годы нацизма). Подчёркивалось, что настоящим гражданином будет лишь тот, кто предпочтёт эгоистическому материализму служение обществу с учётом интересов коллектива.
Указывалось, что демократические принципы доступности знаний для детей разных социальных слоёв должны неуклонно соблюдаться, что подтверждалось многочисленными успехами людей из самых бедных слоёв общества на своём жизненном поприще.
Одновременно сохранялся принцип необходимости соблюдения расовой чистоты арийской нации, что вытекало из одного из исходных принципов нацизма, основанного на представлении о том, что расовое смешение неизбежно ведёт к деградации общества. При этом имеющиеся факты о достижениях отдельных представителей не арийской нации объяснялись искусной дрессировкой, а также утверждением, что если бы арийцам было бы уделено такое же внимание, то из них вышло бы в тысячу раз больше талантов.
Особое внимание Гитлер обращал на чрезмерную перегрузку знаниями учеников и аргументировал своё мнение тем, что, достигнув зрелого возраста, лишь небольшое количество выпускников могли вспомнить то, на что они напрасно потратили много часов, учась в школе. Он настоял на том, что школьная программа должна была быть существенно сокращена с тем, чтобы оставить место для уроков физкультуры, а также производственной практики.
В связи с этим были разработаны меры, в соответствии с которыми государство радикально пересмотрело систему общего образования с тем, чтобы в программу вошли только те предметы, которые могут быть использованы в дальнейшей практической деятельности.
Кроме того, была оставлена возможность для получения специальных знаний в направлении, в котором ученик намерен специализироваться на протяжении его дальнейшей жизни.
Общее образование стало обязательным, а специальное определялось учащимся по собственному желанию. Но глубокое изучение специальных знаний должно было начинаться после окончания школы.
Особое внимание следовало обратить на разделение в учебном процессе преподавания специальных предметов и общекультурного развития. Это было признано особенно важным, поскольку существовавшая до 1933 года школа уделяла слишком большое внимание материальной ценности получаемых знаний.
Утверждалось, что любой ученик, окончивший школу, должен стать не пацифистом, демократом или чем-либо в этом роде, но убеждённым патриотом своей Родины. В основу воспитания подрастающего поколения должно быть положено правило, что каждый, кто истинно любит Родину, должен быть готов пожертвовать всем для её блага.
На основании приказа по Министерству науки, воспитания и народного образования от 29 января 1938 года срок обучения в высших учебных заведениях был сокращён с девяти до восьми лет. Совместное обучение, как противоречащее национал-социалистическим взглядам, заменялось на раздельное обучение детей разного пола.
Этим же приказом был положен конец преподаванию в духе прежней гуманистической идеологии как абстрактной и антинародной. Отныне целью воспитания стала подготовка подрастающего поколения к борьбе в интересах национал-социалистической революции.
Граждане Германии, в соответствии с установками нацистской партии, не должны были испытывать стыд за прошлое, в том числе за поражение в Первой мировой войне. Наоборот, прошлое должно было стать источником уроков на будущее и мобилизовать на борьбу за отмену Версальского диктата.
В адрес интеллигенции Гитлером высказывался упрёк в том, что она никогда не понимала широких масс и существовала в изоляции от них.
Он утверждал, что наука должна служить делу поддержания чувства гордости за своё отечество. Любой новатор, сделавший заметный вклад в науку или производство, должен быть отмечен не только как создатель нового, но и, в первую очередь, как представитель нации. Индивидуальные достижения в любом виде трудовой деятельности от сельского хозяйства до научно-исследовательских работ подлежали общественному поощрению.
Во входящих в состав Рейха землях были сохранены министерства культуры, но было организовано Государственное министерство воспитания (нем. Reichserziehungsministerium), задачей которого стало «внесение единообразия в процесс образования». К правам общих государственных школ были приравнены специальные учебные заведения, такие как «Национал-политические училища» (нем. «Nationalpolitischen Anschalten» (NAPOLA)), «Школы Адольфа Гитлера» (нем. Adolf-Hitler-Schulen), а также высшие партийные учебные заведения и «Орденских замков» (нем. «Ordensburgen»).

## Молодёжные организации
Национал-социалистическая администрация внимательно следила за строительством социализма в Советской России и заимствовала некоторые идеи и мероприятия в своей практической деятельности. По образцу сталинских пятилеток в Германии был принят четырёхлетний план развития народного хозяйства.
Готовя смену партийным рядам и вообще смену «старому, отсталому и загнившему миру» в преддверии наступающей эры тысячелетнего Рейха, партия прививала молодому поколению новое мировоззрение (нем. «Weltanschauung»). С этой целью ещё в 1926 году была создана находящаяся под контролем партии молодёжная политизированная организация «Гитлерюгенд» (нем. Hitlerjugend). Затем в 1930 г. был создан «Союз немецких девушек» и в 1931 году «Немецкая молодёжь» (для младших школьников) .
5 апреля 1933 г. Ширах занял помещение бывшего центра Общегерманского молодёжного еврейского союза. В 1933 году Гитлерюгенд был объединён с «Национал-социалистическим союзом школьников» под руководством бывшего студента Бальдура фон Шираха, получившего неофициальное признание как «вождя молодёжи» («Jugendbewegter»). Ему удалось либо вовлечь существовавшие молодёжные и детские объединения в свою организацию, либо устранить их.
В результате в 1938 году Гитлерюгенд стал общенемецкой структурой, в которой обязаны были состоять все несовершеннолетние немцы школьного возраста.
Шираху и его коллегам удалось путём эксплуатации свойственного молодости идеализма и романтического стремления к жертвенности создать во многом экзальтированную атмосферу верности идеалам национал-социализма в массе немецкой молодёжи.
В этом же направлении действовала и возникшая ещё до 1933 года идея вовлечения молодёжи в систему трудового воспитания — «Reichsarbeitdienst». Которая была введена с 26 июня 1935 года в Германии. Она предполагала обязательное участие в различных видах трудовой деятельности подростков допризывного возраста в течение полугода. Эта обязанность распространялась также и на девушек, поскольку считалась неотъемлемым элементом воспитания подрастающего поколения в духе национал-социализма и народного единства, а также образования привычки и уважения к общественно полезному труду.
Летом 1939 г. была создана специальная организация, целью которой было противодействие проявлениям коммунистических, социал-демократических и католических убеждений.
В школах была начата и со временем занимала всё больше учебных часов военно-патриотическая подготовка, продолжавшаяся и летних лагерях, в которых проводились игры, целью которых было приучить школьников к трудностям походной жизни. Обучение обращению с оружием также начинало проводиться со школы.

## Борьба с коммунистами
Основными идеологическими противниками национал-социализма были в то время коммунисты (партия KPD), представители интернационалистического направления в социализме, и которые в случае объединения с социалистической партией (SPD) могли бы стать наиболее серьёзными конкуренты в борьбе за власть (По данным выборов в Рейхстаг, депутаты от NSDAP получили 288 мест, от социалистов 120 и от коммунистов 81).
Национал-социалисты обвиняли коммунистов в том, что они используют демократию лишь для парализации оппонентов и получения свободы действий для реализации своих методов. Опираясь на исторический опыт революции в России, Гитлер предупреждал, что в случае, если немецкие коммунисты, получающие инструкции из штаб-квартиры Третьего коммунистического интернационала, находящейся в Москве, окажутся в парламентском меньшинстве, они немедленно откажутся от демократических методов парламентаризма и перенесут борьбу на улицы и фабрики. Антикоммунистическая пропаганда, проводимая в этом духе, составляла одну из главных тем учебного процесса.

## Борьба с еврейством
В значительной степени молодёжи была адресована и пропаганда расовой ненависти, направленная, в первую очередь, против еврейства. Эта пропаганда начиналась с детского сада и входила как обязательная тема во все школьные предметы.
Школьникам Германии внушали, что евреи являются врагами Германии. Вот одна из математических задач того времени: «Евреи являются врагами Германии. В 1933 году население нацистской Германии составляло 66 060 000 жителей, из которых 499 682 были евреями. Сколько процентов населения были нашими врагами?»